# Campagnes de Maurice dans les Balkans
Les campagnes de Maurice dans les Balkans désignent la série d'opérations militaires décidées par l'empereur byzantin Maurice au cours de son règne (582-602). Après avoir subi plusieurs assauts des Avars et des Slaves dans les années 580, il réagit par des contre-offensives vigoureuses dans les années 590. Maurice est l'un des empereurs romains d'Orient à avoir le plus mobilisé d'énergie pour sauvegarder la frontière du Danube depuis Anastase Ier, grâce à la paix avantageuse qu'il conclut avec les Sassanides en 591, qui l'autorise à déployer des forces importantes dans la péninsule. 
Si les offensives de Maurice sont victorieuses et parviennent progressivement à porter la guerre au nord du Danube, sur le territoire ennemi, ce conflit est coûteux pour un Empire en proie à des difficultés financières. Constamment mobilisés par des campagnes au long cours qui offrent peu de perspectives de gloire ou de butins importants, la contestation grandit progressivement parmi les soldats de plus en plus mal payés et débouche en 602 sur la révolte de Phocas et au renversement de Maurice. 
Cet événement est un tournant pour la présence romaine dans les Balkans. Alors que Maurice semble un temps en mesure de reprendre le contrôle de la péninsule, ses successeurs délaissent de plus en plus cette région pour consacrer leurs efforts à des conflits en Orient. Dès les années 610, les incursions des peuples barbares s'accélèrent. Néanmoins, les succès de Maurice restent notables et ont notamment inspiré le manuel de stratégie militaire, le Strategikon, parmi les plus connus de l'histoire militaire.

## Les Balkans avant 582
Depuis le règne de Justinien, les Balkans sont un théâtre secondaire de la politique extérieure byzantine. Si Justinien a mené plusieurs conflits en Orient et en Occident, avec les reconquêtes de l'Afrique et de l'Italie, il se contente de bâtir de nombreuses fortifications dans les Balkans, pour renforcer sa défense face aux incursions toujours plus nombreuses de peuples barbares, dont les Slaves. Son successeur, Justin II, tente de diviser ces peuples et favorisent les Avars contre les Gépides ou les Slaves mais les Avars finissent par constituer un puissant royaume en Pannonie vers 568, qui devient la base d'expéditions régulières dans les Balkans. Or, Justin II est bientôt engagé dans une guerre difficile contre les Sassanides qui l'oblige à masser ses troupes en Orient. Enfin, Tibère II Constantin, le prédécesseur de Maurice, il a laissé le souvenir d'un empereur peu économe, léguant un trésor de plus en plus vide. 
Quelques mois avant que Maurice n'arrive au pouvoir, au cours de l'hiver 581-582, le khan des Avars Bayan prend Sirmium, aidé par des Slaves qui constituent une force d'appoint pour son armée. Cette position est d'une grande importance stratégique. Sa perte ouvre une trouée dans le dispositif byzantin et permet aux Avars de disposer d'un point d'appui pour leurs offensives. Si les Avars acceptent de stopper leurs attaques en échange d'un tribut annuel de 80 000 solidus, les Slaves ne s'estiment pas tenus par ce traité et continue leurs pillages vers le sud.

## Les Balkans sous pression (582-591)
En 583, les Avars exigent l’augmentation du tribut à 100 000 solidus, ce que refuse Maurice, qui craint qu’un accord ne conduirait qu’à des demandes toujours plus élevées. Les Avars réagissent en conséquence et prennent Singidunum en 583 après un siège, puis Viminacium et Augustae. Ils descendent jusqu’à Anchialos en seulement trois mois. Les Byzantins finissent par envoyer une ambassade négocier la paix mais quand les Avars menacent de poursuivre leurs conquêtes, Comentiolus, l’un des ambassadeurs, explose de rage ce qui met un terme à la négociation. Néanmoins, en 584, un compromis est trouvé et Maurice accepte de payer les 100 000 solidus réclamés. De nouveau, les Slaves s’estiment libres de poursuivre leurs actions et lancent des raids jusqu’en Grèce, aussi qu’Athènes et le Péloponnèse.
La situation n’est donc guère stabilisée dans les Balkans et l’empereur des Sassanides, Hormizd IV, tente d’en profiter en négociant un traité de paix avec les Byzantins qui pourraient leur céder l’Arménie pour être en mesure de défendre le front européen. Maurice refuse et parvient, en 591, à des clauses bien plus favorables puisqu’il profite d’un complot palatin qui renverse le jeune Khosro II, successeur d’Hormizd, pour le soutenir militairement et le rétablir sur le trône. Reconnaissant, Khosro signe une paix avantageuse, qui cède une partie de la Persarménie aux Romains d’Orient. Néanmoins, dans l’intervalle, les Slaves et les Avars restent une menace. Si les Byzantins ont repris Singidunum et peuvent menacer le territoire des Avars, les forces présentes ne sont pas suffisamment dissuasives pour prévenir des menées hostiles au sud du Danube.
Ainsi, les Avars parviennent à détruire les cités fortifiées de Ratiaria et Oescus sur le Danube et d’assiéger Thessalonique en 586, de nouveau accompagnés par des raids des Slaves. C’est le général Comentiolus qui se charge de contrecarrer ces incursions mais il manque de troupes et se contente d’actions de harcèlement et d’attaques nocturnes pour perturber les Avars. En 586 et 587, il remporte plusieurs succès contre les Slaves et est à deux reprises près de capturer Bayan. L’année suivante, c’est Priscus qui prend la suite de Comentiolus mais sa première campagne contre la Thrace et la Mésie est un fiasco et les Avars en profitent pour s’avancer jusqu’à la mer de Marmara. Néanmoins, ils sont ensuite entravés par la dégradation du pont qui leur permet de franchir la Sava près de Sirmium.

## La contre-offensive (591-602)
La paix avec les Sassanides en 591 est un élément décisif. Maurice peut désormais transférer des troupes importantes et expérimentées en Occident. En outre, les Avars se font moins menaçants et les Romains d’Orient concentrent leurs efforts contre les Slaves. Dès 590, Maurice se rend à Anchialos et en Thrace pour superviser la restauration des fortifications et renforcer le moral des troupes. En 592, Singidunum est reprise, avant d’être perdue à nouveau. Des corps de troupes byzantins interviennent en Mésie pour rétablir les liaisons avec des cités isolées. La stratégie de Maurice est de rétablir la solidité de la frontière danubienne et de porter la guerre au nord, au cœur des territoires des Avars et des Slaves. Par-là, il souhaite aussi renforcer les perspectives de butins alors qu’il peine à assurer le paiement régulier de ses troupes. 
Au printemps 593, Priscus commence à gêner les tentatives des Slaves de franchir le Danube. Il les bat à plusieurs reprises puis passe lui-même le fleuve pour pénétrer dans la région de la Grande Valachie dans le courant de l’automne. Néanmoins, il refuse de suivre l’ordre de Maurice d’hiverner dans cette région hostile et à l’hiver rigoureux, d’autant que ses soldats se montrent réticents à cette perspective. Il se retire donc à Odessos (aujourd’hui Varna) et les Slaves reprennent leurs incursions durant l’hiver, en Mésie et en Macédoine. Les cités d’Aquis, Scupi et Zaldapa sont notamment pillées.
Maurice réagit en remplaçant Priscus par son frère Pierre, en dépit de son manque d’expérience militaire. S’il a des difficultés au début, Pierre finit par vaincre les Slaves à Marcianopolis et patrouille ensuite le long du Danube entre Novae et la mer Noire. A la fin août, il franchit le fleuve et pénètre en Valachie jusqu’à la rivière Helibacia, empêchant les Slaves de poursuivre leur pillage. Dans le même temps, Priscus, qui a désormais pris la tête d’une plus petite armée au sud du Danube, peut chasser les Avars alors en train d’assiéger Singidunum, avec l’aide d’une flottille romaine qui remonte le Danube.
A l’automne 597, les Avars reviennent dans les Balkans après avoir obtenu un tribut des Francs. Les Romains d’Orient sont pris par surprise et Priscus est assiégé dans la cité de Tomis. Néanmoins, le 30 mars 598, les Avars doivent quitter la région à l’approche d’une armée de renforts dirigée par Comentiolus. Priscus n’en profite pour attaquer les Avars en pleine retraite et préfère rejoindre Comentiolus, alors à Zikidiba, près de l’actuelle Medgidia. En effet, les soldats de Comentiolus manquent d’expérience, sont vaincus et contraints de se retirer plus au sud. Les Avars, opportunistes, poussent leur avantage jusqu’à Arcadiopolis, à proximité directe de Constantinople. Là, néanmoins, la peste emporte sept des fils du khan et une part significative de ses soldats. 
Comentiolus est remplacé par Philippicos et Maurice mobilise les Factions du Cirque pour défendre les Longs  Murs d’Anastase, défense extérieure de Constantinople. A nouveau, l’empereur négocie avec Bayan et finit par conclure une paix provisoire, qui l’autorise à poursuivre ses opérations en Valachie contre les Slaves. Le reste de l’année 598 est consacré à la réorganisation des troupes romaines. 
Cette fois, ce sont les Romains qui brisent la trêve. Priscus progresse rapidement vers Singidunum et hiverne dans la région en 598-599. En 599, avec Comentiolus, il se dirige en aval vers Virminacium et franchit le Danube. Une fois sur l’autre rive, il bat les Avars sur leur propre territoire et plusieurs fils de Bayan sont tués. Priscus peut alors pénétrer plus profondément dans la plaine de Pannonie et vainc de nouveau les Avars, tandis que Comentiolus reste à proximité du Danube. Priscus ravage toute la région à l’est de la Tisza, en représailles des agissements des Avars et des Slaves dans les Balkans. Les Avars ainsi que leurs alliés gépides souffrent de pertes importantes et deux batailles sur les rives de la Tisza sont remportées par les Byzantins.